# Pekałów
Pekałów (ukr.  Пекалів, Pekaliw) – wieś na Ukrainie, w obwodzie rówieńskim, w rejonie młynowskim, nad rzeką Ikwą. W 2019 roku liczyła 213 mieszkańców.
Po II wojnie światowej zabudowa została przesunięta na południe. Wcześniej wieś była położona na południowy wschód od Młynowa i na zachód od wsi Ozlijów leżących po prawej stronie Ikwy oraz na północny zachód od Arszyczyna, który położony jest po lewej stronie Ikwy.

## Zabytki
- pałac - wybudowany według projektu Falendyna (Walendina) Merka[3].